# Большеклювая крачка
Большеклю́вая кра́чка (лат. Phaetusa simplex) — вид птиц из семейства чайковых (Laridae), единственный в роде большеклювых крачек (Phaetusa), Обитают в Южной Америке.
Крупная крачка с длиной тела до 40 см. Характеризуется длинным жёлтым клювом и белым пятном на макушке. В остальном имеет типичную для крачек окраску. В гнездовой период часто встречается по берегам крупных озёр и рек в Южной Америке. Питается рыбой, пикируя за ней в воду с высоты 6—11 метров. Гнездится парами или колониями до 100 пар на песчаных побережьях. Зимует на реках, морских побережьях и в мангровых зарослях.

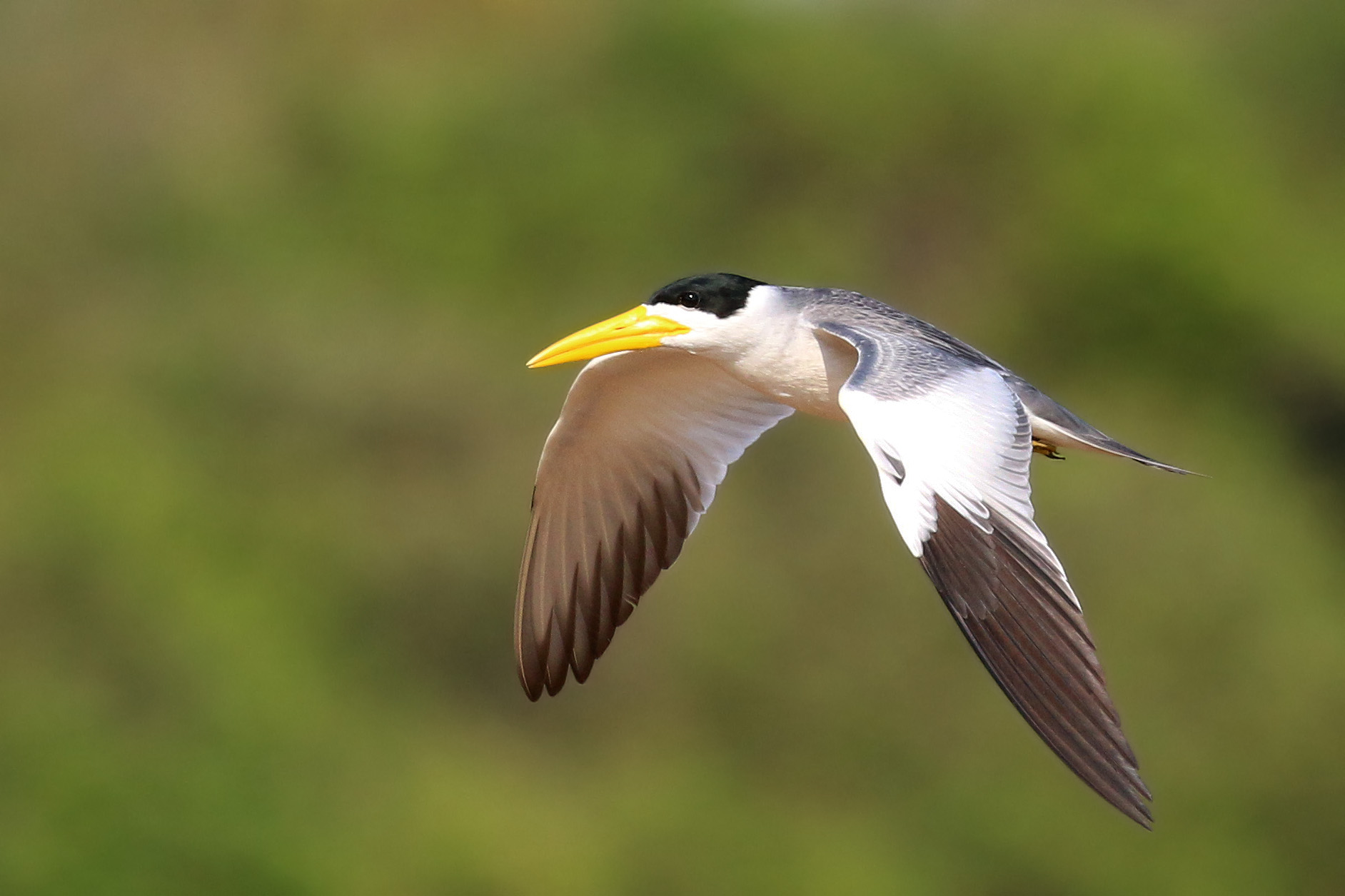